# Eugen Bleuler
Paul Eugen Bleuler, švicarski psihiater, * 30. april 1857, Zollikon, Švica, † 15. julij 1939, Zollikon, Švica.
Znan je po svojih prispevkih k razumevanju duševnih motenj in kot prvi, ki je skoval besedo shizofrenija.